# Cymotrox
Cymotrox är ett släkte av skalbaggar. Cymotrox ingår i familjen vivlar.
Kladogram enligt Catalogue of Life:
| Cymotrox | \| \| Cymotrox solarii \| \| \| \| \| \| Cymotrox yuliensis \| \| \| \| |
|          | \| \| Cymotrox solarii \| \| \| \| \| \| Cymotrox yuliensis \| \| \| \| |
|          | Cymotrox solarii                                                        |
|          |                                                                         |
|          | Cymotrox yuliensis                                                      |
|          |                                                                         |